# Весілля найкращого друга
«Весілля мого найкращого друга» (англ. My Best Friend's Wedding) — мелодраматична комедія Пола Гоґана. Номінація на премію «Оскар» (найкращий саундтрек).

## Сюжет
Джуліана Портер — ресторанний критик із Нью-Йорка. Ще в університеті Джуліанна та її найкращий друг Майкл О'Ніл уклали напівжартівливий договір, що одружаться, якщо не знайдуть собі партнерів до 28 років. Через 9 років Майкл зібрався одружитися з іншою і надсилає Джуліані повідомлення із запрошенням на весілля, яке відбудеться в Чикаго за кілька днів.
Джуліанна несподівано усвідомлює, що все ще любить Майкла і не хоче його одруження з іншою. Вона відправляється в Чикаго з метою розладнати весілля. 
Джуліанна зустрічається з нареченою свого друга 20-річної Кімберлі «Кіммі» Воллес, яка походить з заможної родини. Кіммі пропонує стати її дружкою на весіллі. Джуліанна погоджується і про людське око повністю виконує відповідні нелегкі обов'язки. Проте, одночасно вона розробляє кілька схем того, як посварити Майкла і Кіммі: демонструє позірний роман зі своїм другом-геєм Джорджем, аби викликати ревнощі; надсилає фальшивого листа на електронну пошту роботодавця Майкла про неналежну поведінку нареченого та інше.
Нарешті Джуліанна приходить до того, що їй потрібно просто відверто зізнатися в своїх почуттях. Вона розповідає про своє кохання Майклові й їхню розмову і спонтанний поцілунок випадково спостерігає Кіммі. Все ледь не закінчується скандалом, але в останній момент наречених удається помирити. Майкл і Кіммі беруть шлюб. Засмучену Джуліанну втішає Джордж, запрошуючи її на танець.

## У головних ролях
- Джулія Робертс — Джуліан Поттер
- Дермот Малруні — Майкл О'Ніл
- Кемерон Діас — Кімберлі Воллес
- Руперт Еверетт — Джордж Доунз
- Філіп Боско — Волтер Воллес
- М. Еммет Волш — Джо О'Ніл
- Рейчел Гріффітс — Саманта Ньюгауз
- Керрі Престон — Менді Ньюгауз
- Сьюзен Салліван (Susan Sullivan[en]) — Ізабель Воллес
- Крістофер Мастерсон — Скотті О'Ніл
- Пол Джаматті — Річард, співробітник готеля
- Пол Адельштейн — гість (в титрах не зазначений)